# Центральный научно-исследовательский институт стоматологии и челюстно-лицевой хирургии
Центра́льный научно-иссле́довательский институ́т стоматоло́гии и челюстно-лицево́й хирурги́и (полное название — Национальный медицинский исследовательский центр «Центральный научно-исследовательский институт стоматологии и челюстно-лицевой хирургии»; (сокращ. ЦНИИСиЧЛХ) — научная организация, осуществляющая лечебную, научную и организационную деятельность по проблемам стоматологии и челюстно-лицевой хирургии.

## История
Центральный научно-исследовательский институт стоматологии и челюстно-лицевой хирургии (ЦНИИСиЧЛХ) был организован 8 октября 1962 года по Постановлению Совета Министров СССР № 738 от 12.08.1961 года и в соответствии с приказом Минздрава СССР № 462 от 25.09.1962 года, как ведущее научное учреждение по проблемам стоматологии. В 2020 году ЦНИИС включен в состав сети национальных медицинских исследовательских центров, установлено новое официальное наименование ФГБУ НМИЦ «ЦНИИСиЧЛХ» Минздрава России.

## Руководители
С момента основания ЦНИИС до 1985 года его директором был академик РАМН А. И. Рыбаков. В последующие годы этот пост занимали профессор Владимир Сергеевич Иванов (1985—1987), профессор Михаил Михайлович Соловьев (1987—1989), профессор В. К. Леонтьев (1989—1991), член-корреспондент РАМН, профессор В. М. Безруков (1991—2004), академик РАН, профессор А. А. Кулаков (2004—2020). С 2020 года институт возглавляет заслуженный деятель науки РФ, профессор Ф. Ф. Лосев.

## Деятельность

### Лечебная работа
Специализация учреждения — изучение этиологии и патогенеза стоматологических заболеваний, теоретическое обоснование и разработка средств и методов первичной профилактики, диагностики, терапевтического, хирургического и ортопедического лечения в следующих направлениях: терапевтическая стоматология, хирургическая стоматология, пародонтология, ортодонтия, ортопедическая стоматология, детская стоматология, внутрикостная имплантация с последующим протезированием, функциональная диагностика в стоматологии, лечение заболеваний слизистой оболочки рта, реконструктивно-восстановительные операции при врожденных и приобретенных дефектах и деформациях в области головы и шеи, детская челюстно-лицевая хирургия. Кроме того ведется работа по изучению совершенствования методов обезболивания в стоматологии, изучение вопросов стоматологического материаловедения.

### Научно-организационная и учебная работа
На базе ЦНИИС организовано обучение в ординатуре, аспирантуре и докторантуре. Осуществляется организационно-методическое руководство медицинскими организациями субъектов Российской Федерации по профилям медицинской помощи «стоматология» и «челюстно-лицевая хирургия»,
в том числе с применением телемедицинских технологий. Проводится организационно-методическая поддержка по внедрению системы контроля качества медицинской помощи на основе клинических рекомендаций и критериев оценки качества медицинской помощи, в том числе в целях формирования предложений по совершенствованию оказания медицинской помощи по профилям «стоматология» и «челюстно-лицевая хирургия». Проводятся научно-практические конференции, а также организационные мероприятия в рамках деятельности Общероссийской общественной организации «Общество специалистов в области челюстно-лицевой хирургии».

### Испытательный лабораторный центр
Наряду с медицинской и научно-образовательной деятельностью, в ФГБУ НМИЦ «ЦНИИСиЧЛХ» Минздрава России функционирует испытательный лабораторный центр, проводящий испытания стоматологических материалов, инструментов, парфюмерно-косметической продукции и средств гигиены полости рта на соответствия требованиям нормативной документации Российской Федерации и Таможенного союза.